# Paracanthonchus microdon
Paracanthonchus microdon är en rundmaskart. Paracanthonchus microdon ingår i släktet Paracanthonchus, och familjen Cyatholaimidae. Arten är reproducerande i Sverige.